# Mariä Heimsuchung (Holtum)

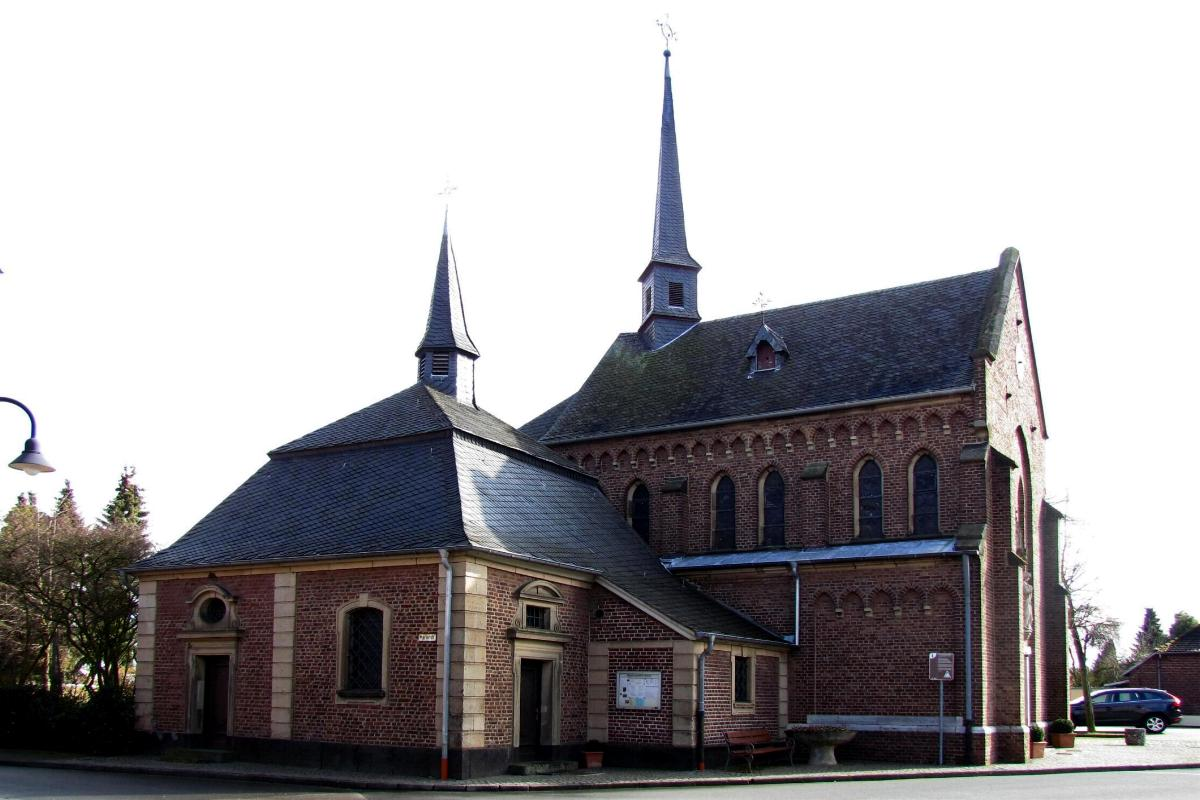
St. Mariä Heimsuchung in Holtum

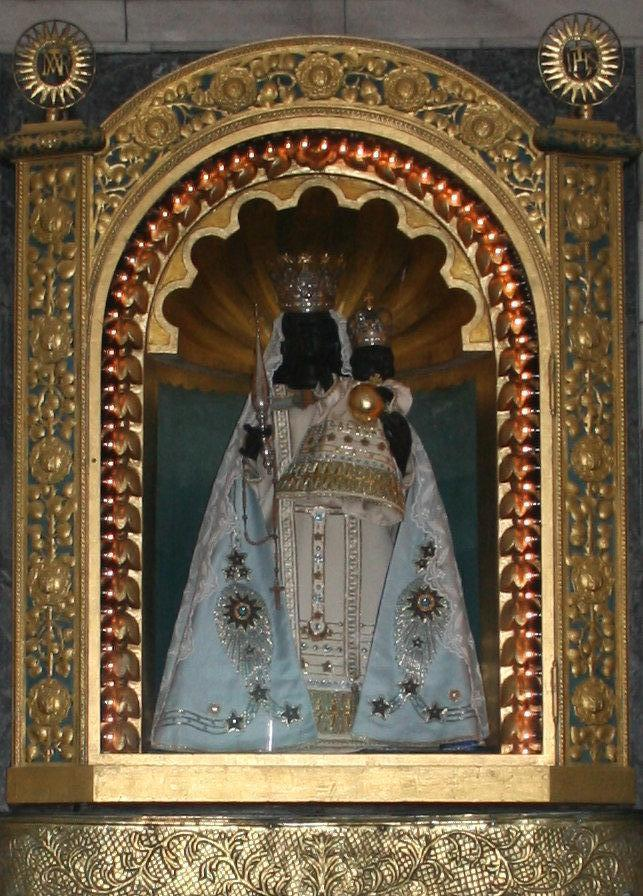
Gnadenbild

St. Mariä Heimsuchung ist eine römisch-katholische Wallfahrtskapelle im Wegberger Stadtteil Holtum im Kreis Heinsberg in Nordrhein-Westfalen. Die Kapelle bzw. das in ihr befindliche Gnadenbild ist das Ziel einer jährlichen Wallfahrt, welche Ende Juni, Anfang Juli stattfindet. Höhepunkt der Wallfahrt ist die jährlich stattfindende Holtumer Oktav.
Das Bauwerk ist unter Nummer 48 in die Liste der Baudenkmäler in Wegberg eingetragen.

## Geschichte
Im Jahr 1644 errichteten die Eheleute Reiners eine kleine Fachwerkkapelle in Holtum. Diese wurde am 14. August 1667 geweiht. In dieser Kapelle wurde eine hölzerne Figur der Muttergottes aufgestellt. Bereits 1677 wurde die Kapelle wieder abgerissen, da sie baufällig geworden war. Daraufhin wurde eine Loretokapelle aus Backsteinen errichtet, die 1684 geweiht wurde. An diese wurde 1757 eine Josefskapelle angebaut. Im Jahr 1888 wurde die Kirche um eine wesentlich größere Sakramentskapelle nach Plänen des Architekten Lambert von Fisenne vergrößert. Diese wurde am 21. Juni 1894 konsekriert. In den Jahren 1914 bis 1916 wurde die gesamte Anlage restauriert und zwischen 1922 und 1923 ausgeschmückt.
Bis zum 1. Januar 2013 gehörte Holtum als Kapellengemeinde zur Beecker Pfarre St. Vincentius. Da diese aufgelöst wurde, gehört Holtum seitdem zur neuen Großpfarre St. Martin Wegberg.

## Architektur
Die Loretokapelle ist ein rechteckiger Bau des Barock mit einem schiefergedeckten Mansarddach, worauf sich ein sechseckiger Dachreiter befindet. Das Bauwerk besteht aus Backsteinen und ist außen mit Werksteinen gegliedert. Im Innern wird die Kapelle von einem Tonnengewölbe überspannt. Die wesentlich größere Sakramentskapelle nach Plänen von Lambert von Fisenne ist im Stil der Neugotik, ebenfalls aus Backsteinen erbaut. Das Kirchenschiff ist einschiffig und dreijochig. An das Schiff schließt sich ein rechteckiger Chor an, an den rechts und links je eine Sakristei angebaut ist. Das Gebäude überspannt ein Kreuzrippengewölbe. Auf dem Satteldach befindet sich ein quadratischer Dachreiter.

## Ausstattung
In der Loretokapelle befindet sich inmitten einer barocken Ausstattung das Gnadenbild der Muttergottes. Des Weiteren ist ein Buntglasfenster der Düsseldorfer Firma Hertel & Lersch aus dem Jahr 1914 erhalten. Es stellt die sieben Schmerzen Mariens dar. Vier Buntglasfenster der Sakramentskapelle sind Werke der Düsseldorfer Firma Gassen & Blaschke aus dem Jahr 1890. Ein Fenster ist ein Werk der Glasmalerei Oidtmann in Linnich aus dem Jahr 1946, zwei weitere  Werke des Künstlers Frans Deumes aus dem Jahr 1962. Die Ausstattung der Sakramentskapelle enthält dem Tabernakel, einen modernen Volksaltar, neugotische Bänken und ebenfalls neugotische Beichtstühle. Die Orgel mit 23 Registern ist ein Werk der Werler Orgelbaufirma Gebrüder Stockmann aus dem Jahr 1988.